# Ubi periculum

Wappen Papst Gregors X.

Ubi periculum (deutsch Wo Gefahr ist) war eine Päpstliche Bulle von Gregor X., die während des Zweiten Konzils von Lyon am 7. Juli 1274 verkündet wurde. Sie legte Konklaven als Auswahlverfahren für den Papst fest. Die Vorschriften waren eine Reaktion auf die Erfahrungen des langwierigen Konklaves 1268–1271, das Gregor X. wählte. Dort waren die wählenden Kardinäle dem Magistrat von Viterbo ausgeliefert.
Ziel der Bulle war es, langwieriges Taktieren und Verzögerungen während der Wahl zu reduzieren und die Wahl vor äußeren Einflüssen zu schützen. Durch eindeutige Regeln sollten auch Schismen und umstrittene Wahlen verhindert werden. Die Einführung klösterlicher Lebensformen während der Wahl sollte die Wähler aus ihrem Alltag herausheben und ihnen die geistliche Dimension der Wahl vor Augen führen.
Ubi periculum scheint von der Dominikanerkonstitution von 1228 inspiriert worden zu sein. Dass der engste Mitarbeiter des Papstes Kardinal Peter von Tarantaise, Bischof von Ostia, ein Dominikaner war, unterstützt diese These. Kardinal Bonaventura, Bischof von Albano, war Franziskaner und Kardinal Bertrand de Saint Martin, Bischof von Sabina, war Benediktiner.

Die Bulle von Gregor X. legte einige Punkte des Konklaves fest:

- dass die Wahl an dem Ort stattfinden soll, an dem der Papst und seine Kurie wohnten. Sollte dieser Ort ungeeignet sein, soll die Wahl in der nächsten Stadt des Bistums stattfinden, außer diese ist mit einem Interdikt belegt.
- dass die Wahl erst nach zehn Tagen beginnen soll.
- dass Kardinäle, die nicht im Konklave sind, kein Stimmrecht haben.
- dass nicht nur Kardinäle, sondern auch andere Männer zum Papst gewählt werden können.
- dass nach Ende des Novendiale und der Messe zum Heiligen Geist, die am zehnten Tag gesungen wird, die Kardinäle mit jeweils einem Diener oder, wenn notwendig, mehr in den Palast, in dem der Papst starb, eingeschlossen werden sollen. Niemand soll das Konklave verlassen, außer wenn er krank ist, oder hinzukommen. Der Raum soll keine Wände haben, aber der Raum jedes Kardinals soll durch Vorhänge von den anderen getrennt werden.
- dass der Ort des Konklaves und seine Eingänge sorgfältig überwacht werden sollen.
- dass die Kardinäle das Konklave aus keinem Grund verlassen dürfen, bis ein Papst gewählt ist.
- dass kein Kardinal von der Wahl abgehalten werden darf, selbst wenn er exkommuniziert ist.
- dass Kardinäle die nach Beginn des Konklaves, aber vor der Papstwahl eintreffen, auch am Konklave teilnehmen dürfen.
- dass, wenn der Papst nicht nach drei Tagen gewählt ist, nur noch eine Tagesmahlzeit gegeben wird.
- dass niemand während der Wahl unter Anathema gestellt werden darf, bestochen werden darf, niemand Versprechungen machen darf oder Verhandlungen führen darf, um den Ausgang der Wahl zu beeinflussen.
- dass während der Wahl keine anderen Geschäfte gemacht werden sollen.
- dass kein Papst ohne zwei Drittel der Stimmen des Konklaves gewählt werden kann.
- dass mit dem Tod des Papstes alle Ämter, außer dem Camerlengo, Pönitentiar und Großpönitentiar, verloren gehen.

Die erste Wahl nach Ubi periculum dauerte nur einen Tag.  Von Papst Hadrian V. wurde die Anwendung in Absprache mit den Kardinälen ausgesetzt, um Verbesserungen vorzunehmen. Da der Papst aber nach 39 Tagen starb, kam es zu keiner Reform.  Die Papstwahlen von 1277, 1280–1281, 1287–1288 und 1292–1294 dauerten lange und waren langwierig. Die Aussetzung von Ubi periculum war aber nur ein Faktor. Die Einmischung der Könige Karl I. und Karl II. von Neapel und der Streit der französischen und der kaiserlichen Kardinalfraktion verzögerte die Wahlen ebenfalls. Papst Coelestin V., ein Nichtkardinal und Benediktinermönch, setzte die Bulle über das Konklave wieder in Kraft.